# Lázaro de Briones

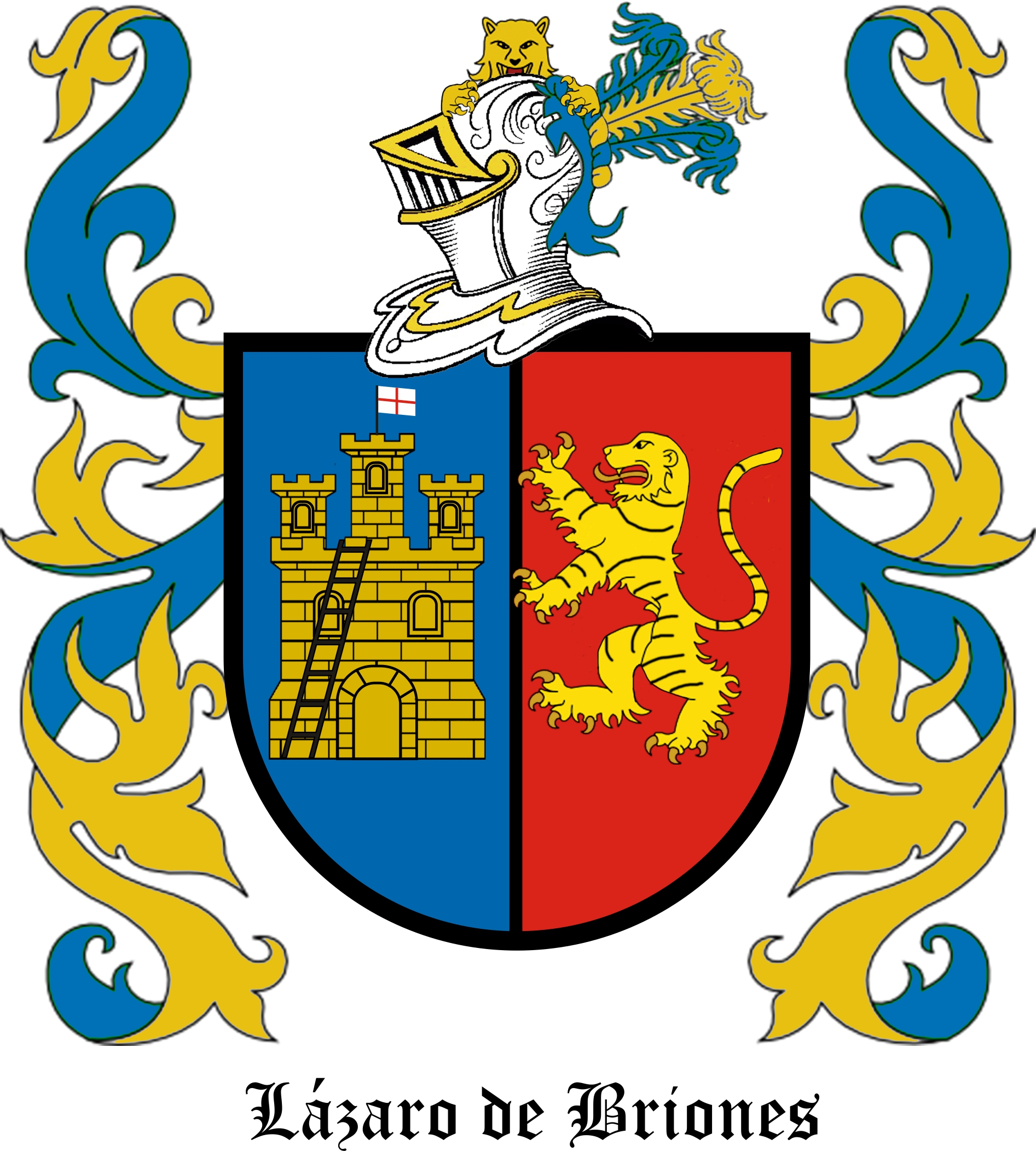
Escudo de armas otorgado por Felipe II, en Toledo, el 10 de mayo de 1560.

Lázaro de Briones fue un conquistador español que nació en Marchena alrededor de 1518.  Pasó a la villa de Carmona y muy joven viajó al virreinato del Perú, distinguiéndose como ninguno, en la toma de Cuzco y su fortaleza en contra del ejército de Manco Inca. También tuvo una destacada participación en la batalla de Huarina y en la batalla de Jaquijahuana, contra el rebelde Gonzalo Pizarro.
Vuelto a España le tocó luchar en la guerra de los moriscos de Granada, en la que hizo prodigios de valor, como capitán de la Compañía de Caballos Corazas que la ciudad de Carmona puso a sus órdenes. Por estos y otros servicios fue nombrado Alférez Mayor y regidor perpetuo de esta ciudad, donde contrajo matrimonio con Doña Leonor de Quintanilla y Marmolexo, hija del Regidor Rodrigo de Quintanilla y Marmolexo y de doña Estefanía de la Milla, cuya escritura de dote se otorgó en 1553 ante Gómez de Hoyos. Testó don Lázaro el 18 de noviembre de 1576 ante Juan de Úbeda.

## El linaje de los Briones
Los Briones tienen su origen en la villa de Briones en la Rioja española y descienden de Gil Fernández de Briones, el mismo que fue el quinto abuelo de Lázaro de Briones, quien fue nieto de Alonso de Briones Herrera, gobernador de Marchena y que casó con Luisa -hija de Juan Fernández Galindo, caballero de la Orden de Santiago, Capitán General de los ejércitos de Enrique IV y dueño del monopolio de la sal en San Vicente de la Barquera (Santander)-, pariente de Beatriz de Villena -hija del famoso marqués- y duquesa de Cádiz por su boda con Rodrigo Ponce de León. 
Gil Fernández de Briones otorgó su testamento en la villa de Briones el 5 de septiembre de 1326.

## Escudo de Armas
El 10 de mayo de 1560, el rey Felipe II le concedió un escudo de armas en relación con los siguientes méritos: 

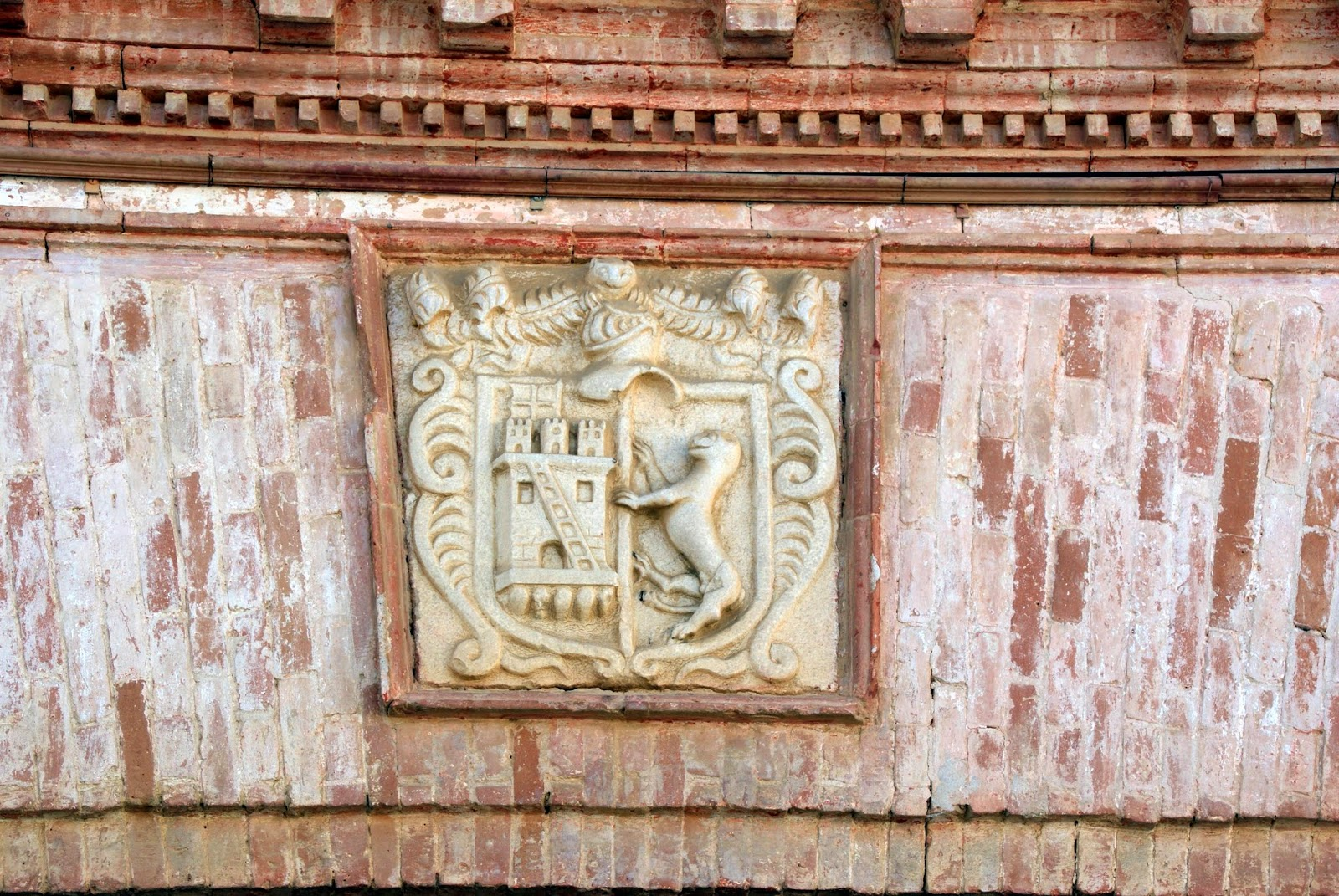
Escudo nobiliario de los Briones en la que fue su casa solar en Carmona

Don Felipe, etc. Por cuanto por parte de voz, Lázaro de Briones, natural de la villa de Marchena, que es en nuestros reinos, me ha sido hecha relación que podrá haber veinte años, poco más ó menos, que vos con deseo de servir al Emperador, mi Señor, de gloriosa memoria, pasastes á las provincias del Perú, donde habeis servido en lo que se ha ofrecido en todo el dicho tiempo, como bueno y leal vasallo nuestro, ansí a la sazón que la ciudad de Cuzco estubo cercada de Mongo Inga e de otros indios, siendo uno de los españoles que estaban dentro della, como en las alteraciones que en aquella tierra han subcedido, especialmente, hallándolos con el capitán Joan Pizarro, en la toma de la fortaleza de la dicha ciudad del Cuzco, contra los dichos indios que la tenían cercada, donde hecistes lo que devíades; y que al tiempo que Gonzalo Pizarro se alzó en las dichas provincias, os juntastes con el capitán Lope de Mendoza, y fuiste con él a juntaros con el capitán Diego Centeno, que había alzado la bandera en nuestro servicio y os hallastes en la batalla que en Guarina se dió al dicho Gonzalo Pizarro, donde fué desbaratado el dicho Diego Centeno y los que le seguían; e continuando nuestro servicio, habíades andado y halládoos en la batalla donde fue preso, sirviendo de gentil hombre de artillería de muestro campo; e que el dicho cargo os había sido dado por tener de voz la confianza y satisfacción que se requería; e que ansí en lo suso dicho como en otras cosas de nuestro servicio, habéis servido muy bien y lealmente con vuestras armas y caballos, á vuestra costa y misión, sin llevar sueldo ni socorro alguno, en que habéis gastado gran suma de oro, como todo dijistes constaba y prescia por cierta información de que ante Nos en el nuestro Consejo de indias fue hecha presentación; y nos fue suplicado que en remuneración a vuestro servicios, y de ello quedase perpetua memoria, os mandásemos dar por armas un escudo hecho dos partes, en una de la mano derecha una fortaleza de color de oro en campo azul, con tres torres encima della, y que de la de enmedio y más alta salga una bandera colorada, y arrimada á la dicha fortaleza una escala de madera, y en la otra parte del dicho escudo un tigre puesto en salto, con ojos é uñas doradas, en campo colorado, y por devisa del dicho escudo un yelmo cerrado, y sobre él, una cabeza de tigre con sus manos, asido con las uñas del dicho yelmo, con sus plumages y dependencias á follages de azul y de oro ó la vuestra merced fuese, etc. 
Dada en Toledo á 10 de mayo de 1560. Yo el Rey. 